# Katzbalger

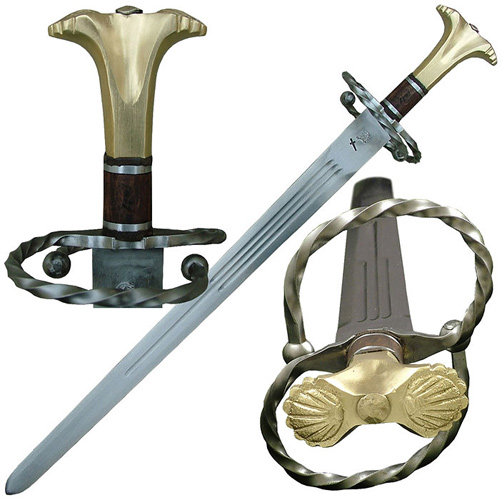
Novodobá replika

Katzbalger byl krátký renesanční meč nápadný svou robustní stavbou a charakteristickou záštitou. V 15. a 16. století doplňoval výzbroj německých a švýcarských lancknechtů.
Tento meč často používali jako svoji poboční, záchrannou zbraň pěšáci vyzbrojení píkami, takzvaní pikenýři, a rovněž lučištníci a kušníci v případě, že se nepřátelští bojovníci přiblížili na tak krátkou vzdálenost, že již kuše, luky ani píky nebylo možné účinně použít.

## Popis
Dvousečná čepel tohoto asi 1 kg těžkého meče byla 4 až 5 cm široká, rovná, dlouhá přibližně 60 cm, se zaoblenou špicí na konci. Dřevěný jílec se směrem k široké hlavici lehce rozšiřoval. Charakteristická záštita měla tvar ležatého písmene „S“ nebo čísla 8, často s ozdobnou čepičkou na koncích. Tato záštita sice dobře chránila ruku před seky, nicméně díky svým otvorům nebyla nejvhodnější v případě bodnutí. Pochva byla ze dřeva potaženého kůží. Vzhledem k zaoblené špičce, která není vhodná k bodání, a široké ploché čepeli sloužil katzbalger spíš jako sečná zbraň. Jako bodná zbraň se mohl uplatnit pouze v boji s protivníkem bez ochranné zbroje. 
Po roce 1570 se tvar meče změnil. Asi od roku 1590 se čepel prodloužila a jílec dostal propracovanější koš. Katzbalger tohoto období byl ovlivněn italskou schiavonou, která ho později nahradila.
Tak jako u mnoha jiných typů mečů existovaly i u katzbalgeru různé obměny. Jeho typickou záštitu kombinovali mečíři s užší a špičatější čepelí vhodnější k bodání.
Originální meče Katzbalger lze zhlédnout v Německém Klingenmuseu v Solingenu, v Britském muzeu v  Londýně či v drážďanské Zbrojnici. 

## Název
Existují v zásadě dvě teorie o tom, jak vznikl název tohoto meče:
- Podle jedné byl název Katzbalger odvozen ze staroněmeckého výrazu katzbalgen, kde první část katz znamená kočku a balgen rvát se, tedy kočičí rvačka. Vycházel tedy ze srovnání prudkého kontaktního boje muže proti muži, při němž způsob boje s tímto mečem připomínal spíš divokou kočičí pranici[3] než elegantní šerm.
- Druhý výklad vychází ze způsobu nošení meče bez pochvy, kdy zbraň držela pouze na pruhu kůže – německy Katze je kočka a Balg znamená zvířecí kůži. Slovo Katzbalger pak znamená něco „zhotoveného z kočičí kůže“.[2]